# Sibreh Keumudee
Sibreh Keumudee is een bestuurslaag in het regentschap Aceh Besar van de provincie Atjeh, Indonesië. Sibreh Keumudee telt 872 inwoners (volkstelling 2010).